# Santa Cruz de lo Alto
Santa Cruz de lo Alto es un despoblado que actualmente forma parte del municipio de Vitoria, en la provincia de Álava, País Vasco (España).

## Historia
Documentado en el Catálogo de propios del ayuntamiento de Vitoria, se desconoce cuándo se despobló.
Actualmente sus tierras son conocidas con el topónimo de Kurutzemendi.